# Селеста Каейру
Селеста Каейру або Селеста Мартінс Каейру; Селеста дей гарофані; Селеста дос кравос (2 травня 1933 — 15 листопада 2024) — португальська пацифістка, працівниця ресторану. Саме через її дії переворот 1974 року відомий як «Революція гвоздик».

## Біографія

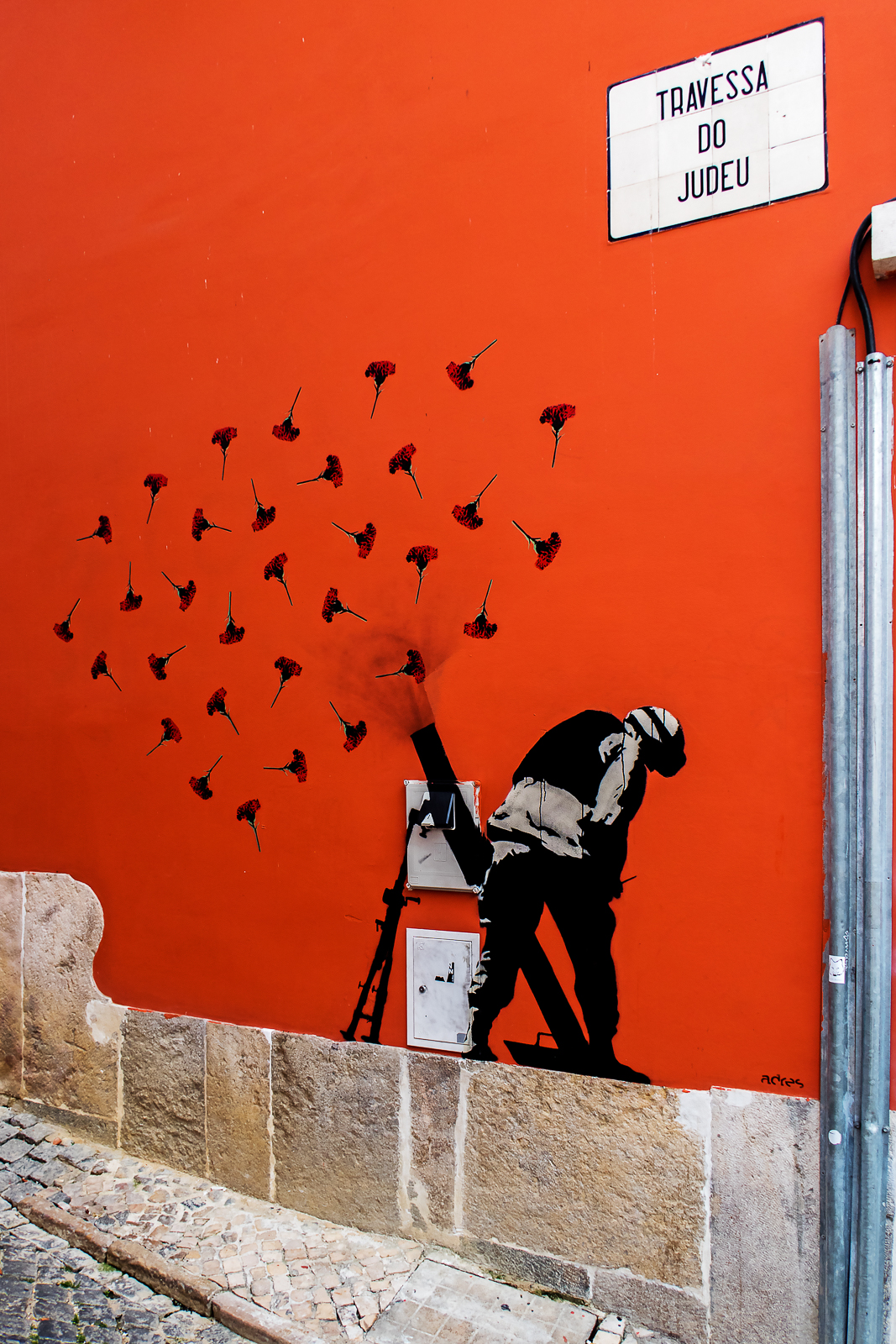
Сучасне лісабонське графіті Бенксі, яке зображує гвоздики

Жінка роздавала квіти воїнам під час революції проти диктатури Марселу Каетану, що й дало назву подіям 25 квітня 1974 року — «Революція гвоздик». Селеста працювала у новому ресторані Rua Braancamp в Лісабоні. Ресторан планував роздавати квіти всім своїм новим клієнтам 25 квітня, але це довелося скасувати через державний переворот. Селесту відправили додому і дозволили забрати червоні і білі квіти собі.
Вона запропонувала квіти танкістам, які брали участь у перевороті, і ті вклали квіти до дула своїх рушниць. Ідея поширилася і продавці квітів пожертвували більше квітів, щоб прикрасити бунтівних солдатів і їхню зброю.
Річниця революції гвоздик — національне свято в Португалії.